# Editto sopra gli Ebrei

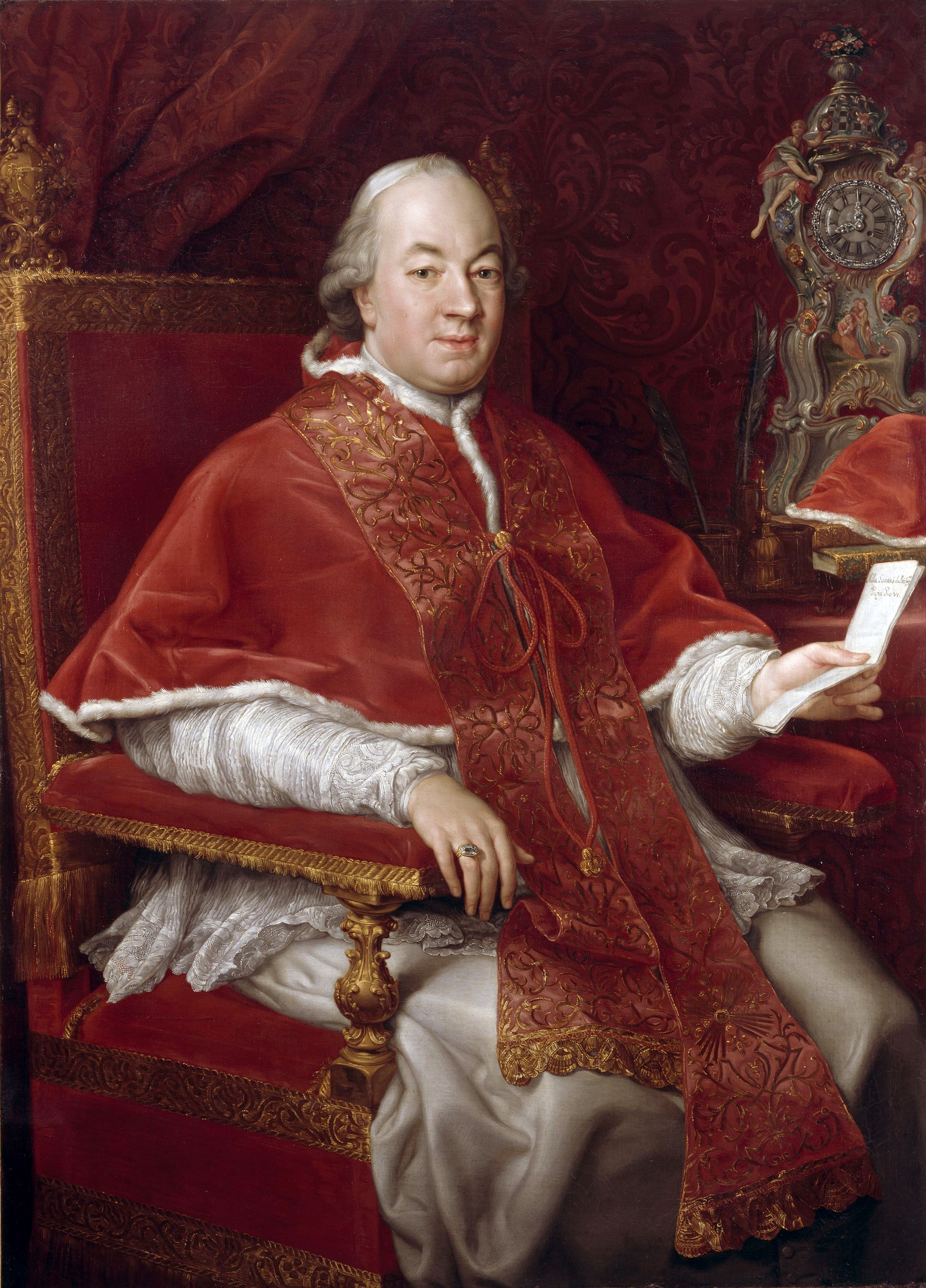
Pius VI.

Editto sopra gli Ebrei („Erlass über die Juden“) ist eine päpstliche Bulle, die als einer der ersten legislativen Akte von Pius VI. am 15. Februar 1775 unterzeichnet wurde. Sie enthielt im Wesentlichen keine neuen Bestimmungen, sondern fasste alle jene kirchenstaatlichen Judengesetze zusammen, die seit der Bulle Cum nimis absurdum, die Paul IV. 1555 erlassen hatte, verabschiedet worden waren.
Die Bulle löste  nach ihrer Verabschiedung heftige Proteste aus. Die Regelungen zu Mobilität und Wohnrecht der Juden, Ghettopflicht, Ghettoschließung, die restriktiven Regelungen zu Geschäftsbeziehungen zwischen Juden und Christen und die Kennzeichnungspflicht der Juden existierten bereits vor der Verabschiedung der Bulle, entsprachen nicht der gelebten Praxis und ließen sich auch nicht durchsetzen, indem sie nochmals durch diese Bulle bekräftigt wurden. Die Bulle verschwand bald wieder aus dem allgemeinen Gedächtnis. Auch ein Versuch der Kongregation für die Inquisition, sie 1793 wieder stärker zum Ausgangspunkt des Umgangs mit Juden innerhalb des Kirchenstaates zu machen, blieb folgenlos.

## Hintergrund
An der Bulle hatten seit den 1730er Jahren verschiedene vatikanische Kommissionen gearbeitet. Thomas Brechenmacher bezeichnet die Bulle daher als einen Schlussstrich unter eine rund 250 Jahre geltende Judengesetzgebung im Zeichen einer doppelten Schutzherrschaft. Der Papst sah sich in der Pflicht, einerseits die Christen vor den Juden, aber umgekehrt die Juden als die älteren Brüder im Glauben auch vor den Christen zu schützen. Anders als die Enzyklika von Benedikt XIV., die den Schutz der Juden vor den Christen betonte, lag hier der Schwerpunkt wieder beim Schutz der Christen vor den Juden. Dabei wurde unterstellt, dass ein enger Umgang mit Juden Christen in ihrer spirituellen Festigkeit schwächen und sie im Extremfall sogar zum Abfall vom Christentum bringen könne.

## Inhalt
Der Präambel folgen sieben Paragraphen, die sich ausschließlich dem Besitz und dem Handel verbotener Bücher durch Juden widmen. Gemeint waren hiermit Schriften, denen „Irrtümer“, „Beleidigungen“ oder „gottlose Äußerungen und Lästerungen“ sowohl gegen die christliche Religion insgesamt als auch gegen die römisch-katholische Kirche angelastet wurden. Dem folgten zwei Paragraphen über Zauber- und Hexenwesen sowie zwei weitere Paragraphen, die restriktiv jüdische Friedhöfe und jüdische Begräbnisriten regelten. Ein weiterer Paragraph regelt die Ausübung des jüdischen Kultus auf dem Boden des Kirchenstaates.
Einen inhaltlichen Schwerpunkt hat das Editto sopra gli Ebrei in der Regelung des Umgangs von Juden mit ihren jüdischen Mitbürgern, die sich zum Christentum bekennen wollten (sogenannten Katechumenen oder Taufbewerbern) oder bereits zum Christentum übergetretenen (sogenannten Neophyten oder „neu Aufgenommene“) Das Editto regelt dies in nicht weniger als sechs Paragraphen.
Zwei weitere Paragraphen regeln die Kennzeichnungspflicht von Juden, die sich nach diesem Editto durch das Tragen eines gelben Zeichens gegenüber Christen zu erkennen geben mussten.
Paragraph 22 bis Paragraph 34 des Editto regelten den Umgang zwischen Juden und Christen. So durften Juden an Christen keine Grundnahrungsmittel verkaufen beziehungsweise Christen diese nicht von Juden erwerben. Juden war insbesondere der Handel mit Katechumenen und Neophyten untersagt. Sie durften außerdem keine christlichen Dienstboten beschäftigen. Auch der Umgang zwischen Christen und Juden bei Unterhaltungen, Geselligkeiten oder Glücksspiel oder die gemeinsame Nutzung von Kutschen war geregelt.
Die darauf folgenden Paragraphen regelten die Wohn- und Bewegungsfreiheit der jüdischen Untertanen innerhalb des Kirchenstaates. Sie zwangen Juden unter anderem, christlichen Predigten beizuwohnen und regelten die Strafen bei Übertretung. Die Überwachungs- und Exekutivrechte wurden an die Inquisition übertragen.